# Food & Wine (Time Inc.)
Food & Wine (hrv. Hrana i vino) je američki mjesečnik u vlasništvu izdavačke kuće Time Inc. Utemeljio ga je Michael Batterberry 1978. godine. Časopis sadrži recepte, kulinarske savjete, informacije o putovanjima, recenzije restorana, predstavlja nove kuhare, ocijenjuje vina. Blagdanski brojevi za Božić, Uskrs i Dan zahvalnosti mogu se kupiti i uz The New York Times s naglaskom na blagdansku kuhinju.
Časopis organizira i gatronomski događaj Food & Wine Classic u gradu Aspenu u Koloradu. Održava se u lipnju, a tijekom "kulinarskog festivala" posjetitelji mogu sudjelovati u kušanju vina, kuharskim demonstracijama, seminarima s poznatim kuharima i na kuharskim dvobojima. U lipnju 2007. održani su i 25. dani hrane i vina tj. Food & Wine Classic, dotad s najvećim brojem posjetitelja.
Časopis je pod vlasništvom Time Inc.-a od 1. listopada 2013.

## Vanjske poveznice
- (engl.) Food & Wine Magazine - službena stranica
- (engl.) Natjecanje Food & Wine Classic  Arhivirana inačica izvorne stranice od 26. lipnja 2011. (Wayback Machine) na QVC.com